# Longobardie

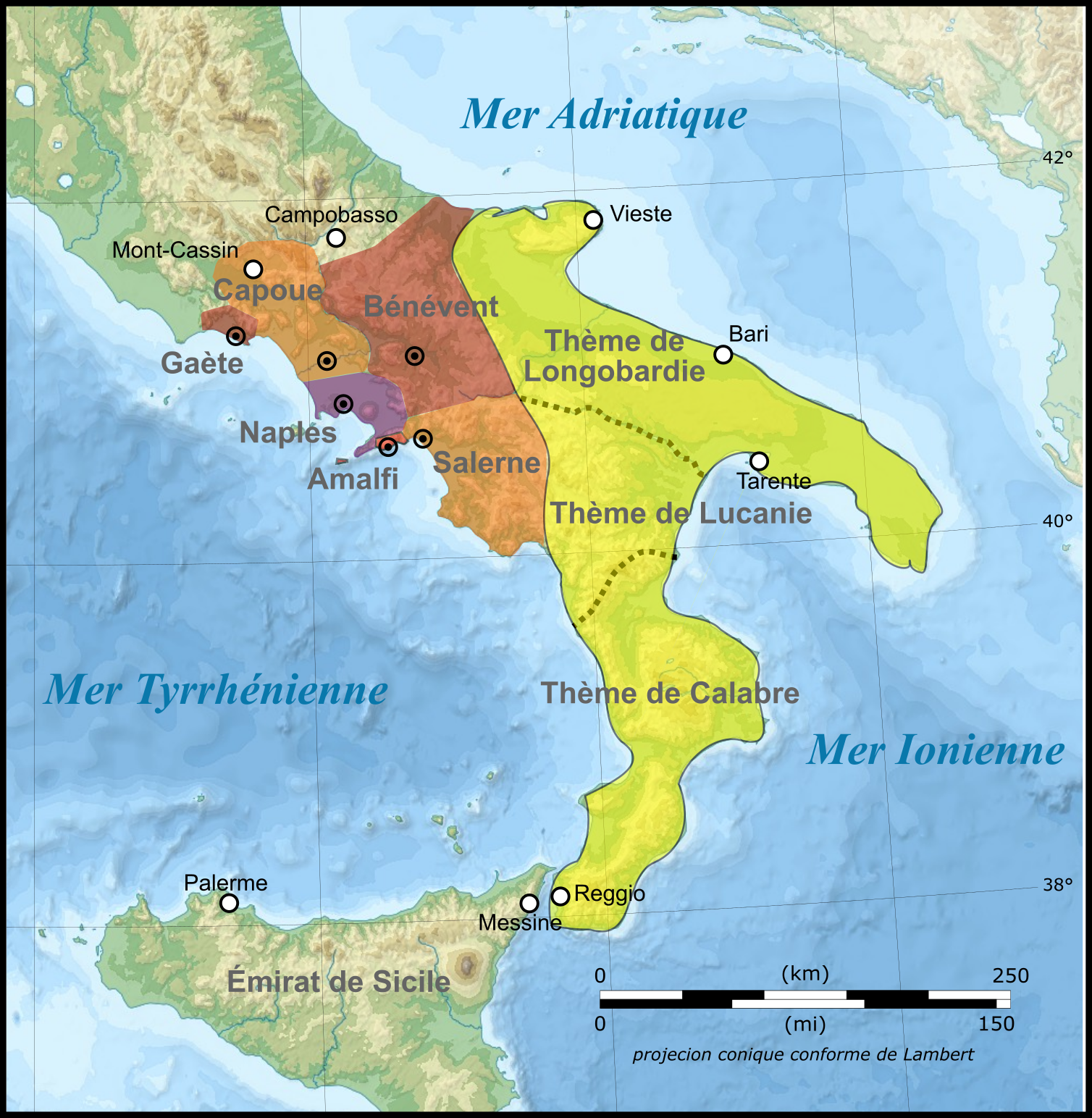
Carte du thème de la Longobardie vers l'an 1000.

La Longobardie (en grec Λογγοβαρδία ou Λογγιβαρδία, qui signifie « Longibardie », ou encore Λαγουβαρδία pour « Lagoubardie ») est le nom byzantin désignant les territoires contrôlés par les Lombards en Italie. Aux IXe et Xe siècles, il désigne aussi un territoire romain d'Orient au sud-est de l'Italie.

## Localisation
Pour désigner le territoire contrôlé par les Lombards, Théophane le Confesseur désigne la Grande Longobardie (Μεγάλη Λογγοβαρδία) qui représente le royaume lombard au nord de l'Italie et la Longobardie qui comprend les territoires du sud de l'Italie avec les duchés lombards de Spoleto, de Salerne et de Capoue ainsi que les possessions byzantines et les cités-États sous souveraineté byzantine (Naples, Gaeta et Amalfi),. Dans un sens plus restreint et plus technique, le terme désigne le thème byzantin englobant la région moderne de l'Apulie et des parties de la région basilicate avec Bari, qui est la capitale du thème. Ce thème représente, comme l'Espagne byzantine et l'Afrique byzantine avant lui, un territoire de l'Empire romain d'Orient (dit « byzantin » depuis 1557) qui utilise comme langue officielle et liturgique le latin, maintient les traditions latines et où les chrétiens suivent le rite latin.

## Histoire
Son origine et son évolution exactes sont encore floues. Le thème est d'abord probablement une division du thème de Céphalonie. Vers 879, la reconquête de Bari permet aux Byzantins de rétablir leur domination sur le sud de l'Italie. En 891, ils parviennent même à conquérir le Bénévent avant d'en être chassés quatre ans plus tard. Vers 893, il apparaît que la Longobardie forme bien un thème mais qu'il n'est qu'une dépendance du thème de Céphalonie, et il faut attendre l'année 911 pour voir l'existence d'un stratège attestée et donc l'existence de la Longobardie comme thème indépendant. S'il a pour vocation de recouvrir l'ensemble du Bénévent, le thème de Longobardie se limite aux Pouilles et au Basilicate bien que les princes lombards se soumettent régulièrement à Constantinople avant l'arrivée d'Otton Ier à la tête du Saint-Empire romain germanique.
La population du thème est majoritairement romane, mais l'aristocratie est lombarde. Le territoire utilise le rite catholique romain et le droit lombard. Les guerres qui ont frappé la Longobardie l'ont affaiblie et le nord des Pouilles est fortement dépeuplé. À l'image de la Calabre voisine, plusieurs cités antiques sont abandonnées et seule la région autour de Bari reste dynamique. Il semble que les deux thèmes (Calabre et Longobardie) ont plusieurs fois été sous l'autorité d'un même stratège même s'il existe de profondes différences entre les deux régions (population grecque en Calabre, lombarde en Longobardie par exemple). Ainsi, en 938 et 965, il semble que la Longobardie soit unie au thème de Calabre, bien que la pérennité de cette union reste floue. Ainsi, en 956, Marianos Argyre est envoyé en Italie pour réprimer les révoltes avec le titre de stratège des thèmes de Calabre et de Longobardie. Après 965, les deux thèmes sont unis de manière permanente au sein du catépanat d'Italie dont la capitale est Bari,.
L'un des problèmes mentionnés plus haut est le dépeuplement de la région et la désorganisation du réseau urbain qui entravent la bonne administration du thème. Si les princes occidentaux des régions voisines de l'Italie byzantine bâtissent des villages fortifiés (des castra), les Byzantins se contentent de fortifier les villes, tandis que les villages doivent se contenter d'une simple tour pour leur défense. Toutefois, la région du Basilicate voit la construction de petites agglomérations fortifiées proches des castra dont la fonction est peut-être de devenir de futurs centres pour l'administration locale. En ce qui concerne le repeuplement des zones rurales, les informations sont parcellaires bien que le centre des Pouilles se repeuple progressivement et que de nombreux villages deviennent des villes sous la domination normande à partir de la deuxième moitié du XIe siècle.
Que ce soit pour la Calabre ou la Longobardie, les autorités impériales ont entrepris trois campagnes de reconstruction de cités pour faire face à la désorganisation des territoires et renforcer l'administration locale :
- la première a lieu à la fin du IXe siècle et entraîne la création de cités portuaires sur la côte des Pouilles pour favoriser les relations avec l'autre rive de l'Adriatique (Monopoli, Polignano ou encore Giovinazzo. Les cités de Tarente et de Gallipoli sont restaurées ;
- avec la transformation du thème de Longobardie en catépanat, l'administration est renforcée dans les zones peu peuplées. L'archevêché d'Otrante est transformé en métropole ecclésiastique. D'autres villes apparaissent comme Montemilone ou Minervino Murge[7] ;
- la troisième vague de création de cités intervient vers 1010-1020 sous la conduite de Basile Boioannès. Elle cherche à consolider la frontière avec les principautés lombardes par la construction de nouvelles cités dans la plaine du Tavoliere dont Troia, Civitate, Melfi ou Dragonara. Toutefois, c'est dans cette région que des mercenaires normands se révoltent en 1041 et prennent rapidement le contrôle de la zone[8].

## Administration
À la différence de beaucoup d'autres thèmes byzantins, l'administration de la Longobardie est relativement bien connue. Le thème est divisé en districts de la cité appelés diakratèsis. Du fait de l'origine lombarde de la population, c'est le droit lombard, d'origine germanique et issu de l'Édit de Rothari, qui a cours et les autorités reprennent une partie des pratiques lombardes comme les agents administratifs locaux qui portent le titre de gastald. Finalement, ils sont progressivement remplacés par des tourmarques dont les fonctions se cantonnent de plus en plus au domaine judiciaire. L'administration civile locale est exercée par un ek prosôpou. L'administration militaire est moins connue même si l'on sait que la fiscalisation de la strateia s'applique aussi à cette province et que des auxiliaires légers y sont recrutés. À partir du Xe siècle, on trouve fréquemment la présence d'officiers voire de troupes issus des tagmata impériales. Des petites flottilles existent aussi. Globalement, l'administration du thème varie assez peu de celle des autres provinces byzantines. Le plus grand changement intervient avec la création du catépanat d'Italie dont le catépan réside à Bari et qui semble avoir autorité sur toute l'Italie byzantine (Jean-Claude Cheynet émet l'idée que son autorité sur la Calabre n'est qu'épisodique). Enfin, en ce qui concerne l'administration fiscale, les Byzantins reprennent là encore la pratique lombarde ayant mis fin au prélèvement direct de l'impôt. C'est seulement en 999 que les premières traces de fiscalité typiquement byzantine sont trouvées dans les zones les plus peuplées (de Trani à Tarente).